# 宮本ぐみ
宮本 ぐみ（みやもと ぐみ）は、日本の漫画家。女性。実妹の宮本ぺるみとのコンビでエッセイ漫画などを描く。

## 作品リスト

### 漫画作品

#### 連載
- 事故物件になっちゃった!（『本当にあった愉快な話』2017年 - 2019年）原案：宮本ぺるみ[1][注 1]
- ボクんち事故物件（『本当にあった愉快な話』2018年 - ）原案：松原タニシ[2][注 2]
- 夫が自殺したので会社はじめました。（『エッセイささくれーる』2019年 - ）原案：宮本ぺるみ
- 京都花街はこの世の地獄～元舞妓が語る古都の闇～（『コミックエッセイ せらびぃ』2023年 - ）原案：桐貴清羽[3][注 3]

### 書籍
- 松原タニシ（原案）・宮本ぐみ（作画）『ボクんち事故物件』竹書房〈バンブーエッセイセレクション〉2019年6月27日発売、ISBN 978-4-80191925-9
- 宮本ぺるみ（原案）・宮本ぐみ（作画）『自殺遺族になっちゃった!!』竹書房〈バンブーエッセイセレクション〉2019年9月26日発売、ISBN 978-4-80192010-1[4][5][6][注 4]
- 松原タニシ（原案）・宮本ぐみ（作画）『ボクんち事故物件 2軒目』竹書房〈バンブーエッセイセレクション〉2020年7月30日発売、ISBN 978-4-8019-2346-1[7]
- 『夫が自殺したので会社はじめました。』竹書房〈バンブーエッセイセレクション〉2020年12月24日発売、ISBN 978-4-8019-2496-3[8]